# Tiracola versicolor
Tiracola versicolor är en fjärilsart som beskrevs av Louis Beethoven Prout 1922. Tiracola versicolor ingår i släktet Tiracola och familjen nattflyn. Inga underarter finns listade i Catalogue of Life.